# Alina Kamińska (aktorka)
Alina Kamińska (ur. 25 czerwca 1967) – polska aktorka.

## Życiorys
W 1991 ukończyła studia na Wydziale Aktorskim Akademii Sztuk Teatralnych im. Stanisława Wyspiańskiego w Krakowie. Jest aktorką Teatru Bagatela w Krakowie.
W grudniu 2018 w wyborach do rad dzielnic Krakowa uzyskała mandat radnej dzielnicy I Stare Miasto.
W lutym 2024 doznała udaru mózgu.

## Filmografia
- 1995: Opowieść o Józefie Szwejku i jego najjaśniejszej epoce – Mirella (odc. 4)
- 1997: Złotopolscy – kobieta (odc. 1)
- 1999: Na dobre i na złe – mama Krzysia (odc. 21)
- 2002: Góral (etiuda szkolna) – nauczycielka
- 2003: Tak czy nie? – studentka Joanny (odc. 7–8)
- 2005: Szanse finanse – sprzedawczyni na targu (odc. 2)
- 2005: Kryminalni – była kochanka Orlicza (odc. 34)
- 2006: Bezmiar sprawiedliwości – sędzia Łucja, znajoma Wilczka
- 2008: Historie lotnicze – stewardesa Maria Berger-Sanderska
- 2008: Czas honoru – Dobrzańska, gospodyni Konarskich (odc. 3–4)
- 2009: Przeznaczenie (serial telewizyjny) – właścicielka galerii (odc. 8)
- 2010: Majka (serial telewizyjny) – sędzia
- 2010: Mistyfikacja (film) – prostytutka
- 2011: Klan (serial telewizyjny) – piosenkarka Adrianna
- 2012: Julia (serial telewizyjny) – Alicja Chmielewska
- 2013: Prawo Agaty – Renata Szeląg (odc. 35)
- 2013: Mój biegun – koleżanka Uli
- 2014: Ojciec Mateusz – Renata Janas, matka Matyldy (odc. 140)
- 2014: Miasto 44 – matka Biedronki
- 2016: Może a Morze (etiuda szkolna) – psycholog
- 2017: Bose. Dead/Alive – matka Emilii
- 2018: Eter – gość weselny
- 2019: Szóstka – klientka w kawiarni (odc. 2)
- 2019–2020: Pierwsza miłość – Jadwiga Rogalska, matka Jagody
- 2019: 39 i pół – mamuśka (odc. 3)
- 2019: Zawsze warto – sędzia (odc. 8)
- 2019: 1800 gramów – urzędniczka pomocy społecznej
- 2019: Zakochani po uszy - sąsiadka Patrycji (odc. 96, 106)
- 2020: Na dobre i na złe – matka Filipa (odc. 783)
- 2021: Lab – Maria Szajner
- od 2022: Bunt! – matka Niny

Ponadto jest lektorką filmów dokumentalnych.